# Corvolus
Corvolus (ou Corvulus ou francisé Corvole) est brièvement duc des Lombards du Frioul (Duché de Frioul) au début du VIIIe siècle.
Selon Paul Diacre dans son Historia Langobardorum, Corvolus succède comme duc à Ferdulf mais il ne garde pas longtemps ses fonctions car il est aveuglé pour avoir offensé le roi des Lombards et il meurt privé de tous les honneurs.